# Javier Vet
Javier Vet (Amsterdam, 9 settembre 1993) è un calciatore olandese, centrocampista svincolato.

## Caratteristiche tecniche
È un mediano.

## Carriera
Cresciuto nel settore giovanile dell'AFC, ha esordito in prima squadra il 28 aprile 2013 in occasione del match di Derde Divisie vinto 2-0 contro il Gemert.
Il 9 agosto 2014 ha esordito in Eredivisie disputando, con il Dordrecht, i minuti finali dell'incontro vinto 2-1 contro l'Heerenveen.